# 至Net奇兵歌曲列表
在至NET奇兵中，有很多首不同的歌曲，這條目是列出至NET奇兵中的歌曲。

## 主題曲

### Un Monde Sans Danger
Un Monde Sans Danger是至NET奇兵的法文版主題曲，由Franck Keller及Ygal Amar作曲，主唱為Julien Lamassonne，而至NET奇兵動畫的法文版中播放的片頭曲是這首主題曲的濃縮版。

### A World Without Danger
A World Without Danger是至NET奇兵的英文版主題曲，由Franck Keller及Ygal Amar作曲，主唱及作詞為Noam Kaniel，而至NET奇兵動畫的英文版中播放的片頭曲是這首主題曲的濃縮版。

## 片尾曲

### 第一輯片尾曲
至NET奇兵動畫第一輯的片尾曲是一首大約有10秒的音樂，而這首音樂是「Un Monde Sans Danger」及「A World Without Danger」的純音樂濃縮版。

### 第二至四輯片尾曲
至NET奇兵動畫第二至四輯的片尾曲是一首大約有30秒的音樂，而這首音樂是「S'envoler」及「Break Away」的純音樂濃縮版。

## 其他歌曲

### Code Lyoko Featuring Subdigitals
「Code Lyoko Featuring Subdigitals」是至NET奇兵的唱片集，共有12首歌曲，是門士戈夫為Subdigitals這隊至NET奇兵動畫中的虛構樂隊請來音樂人製作的唱片集，由Debra Reynolds和Noam Kaniel所主唱。

這唱片集先在2006年11月20日於法國以法文推出, 其後在2007年6月19日於美國以英文推出。而這唱片集內，其中一首名叫「Planet Net」的歌曲配有一套音樂影片用來推廣這首音樂，另外至NET奇兵的主題曲「Un Monde Sans Danger」及「A World Without Danger」也包含在這唱片集中。而「Planet Net」及「S'envoler/Break Away」曾於至NET奇兵第89集「音樂淨化野獸」中變為濃縮版作插曲使用。
「Code Lyoko Featuring Subdigitals」法英文歌名：
| 歌曲編號 | 法文歌名               | 英文歌名               |
| 1        | Planet Net             | Planet Net             |
| 2        | Ouvre Les Yeux         | Angle of Mine          |
| 3        | Technoïde              | School Is Out          |
| 4        | D'ici Et Ailleurs      | Virtual World          |
| 5        | Ensemble               | Time to Cry            |
| 6        | Sauver Le Monde        | Secret Life            |
| 7        | Rodéo                  | Suring in Cyberspace   |
| 8        | La Tribu               | Mother Earth           |
| 9        | S'en Aller             | Get Away               |
| 10       | Bienvenue              | World with My Eyes     |
| 11       | S'envoler              | Break Away             |
| 12       | Un Monde Sans Danger   | A World Without Danger |
| 13       | Planet Net（音樂影片） | Planet Net（音樂影片） |